# Erdős János (festő)
Erdős János (Debrecen, 1938. május 12. – Budapest, 2023. április 27.) magyar festőművész, képzőművész, grafikus.

## Életpályája
Építészetet tanult, majd a Pécsi Tanárképző Főiskolán végzett 1962-ben. Mesterei: Bizse János és Martyn Ferenc voltak. 1956–1962 között építészként dolgozott. 1957-től kiállító művész. Ezután művészpedagógusként tevékenykedett; 1962–1998 között a reklámgrafika szakot vezette a Pécsi Művészeti Gimnázium és Szakgimnáziumban. 1966-tól a Művészeti Alap, átalakulása után, a Magyar Alkotóművészek Országos Egyesületének tagja. 
1967–1970 között működött Pécsen az I. Magyar Szobrász Szimpózium, amelynek létrehozásában fontos szerepe volt Rétfalvi Sándor szobrászművész mellett. 1972-től a Magyar Képző- és Iparművészek Szövetség tagja. 1980–1984 között a négy megye művészeti titkára volt. 1991-ben megalakult a Siklósi Szalon, amelynek ismét alapító tagja lett. 1996-tól a Magyar Festők Társaságának tagja.
1998-ban nyugdíjba vonult. 2001-től részt vesz a Pécs-Baranya Művészeinek Társasága egyesületnek a szervezésében; 2002–2004 között alelnöke volt.

### Munkássága
Festői és grafikai munkásságának két forrása volt: az építészet rendje és a népművészet tisztasága. Az építészet a kompozíció szerkezetében érvényesül, a népművészeti hatás a művek formakincsében és szellemében. E két elem sajátos kapcsolatával az ember hagyományőrző és alakító erejét bizonyítja. Díszlettervezéssel, murális és köztéri feladatokkal is foglalkozott.

## Egyéni kiállításai
- 1965, 1972, 1980 Pécs
- 1968 Koppenhága
- 1969 Nagykanizsa
- 1972 Szekszárd
- 1973 Helsinki
- 1975, 1986 Komló
- 1977 Varsó, Zalaegerszeg
- 1978 Budapest
- 1979 Lipcse
- 1980 Varsó, Krakkó
- 1981 Hamburg
- 1983 Szigetvár
- 1984 Nagyatád
- 1986 Zalaegerszeg
- 1990 Pozsony
- 1991 Szabadka

## Köztéri művei

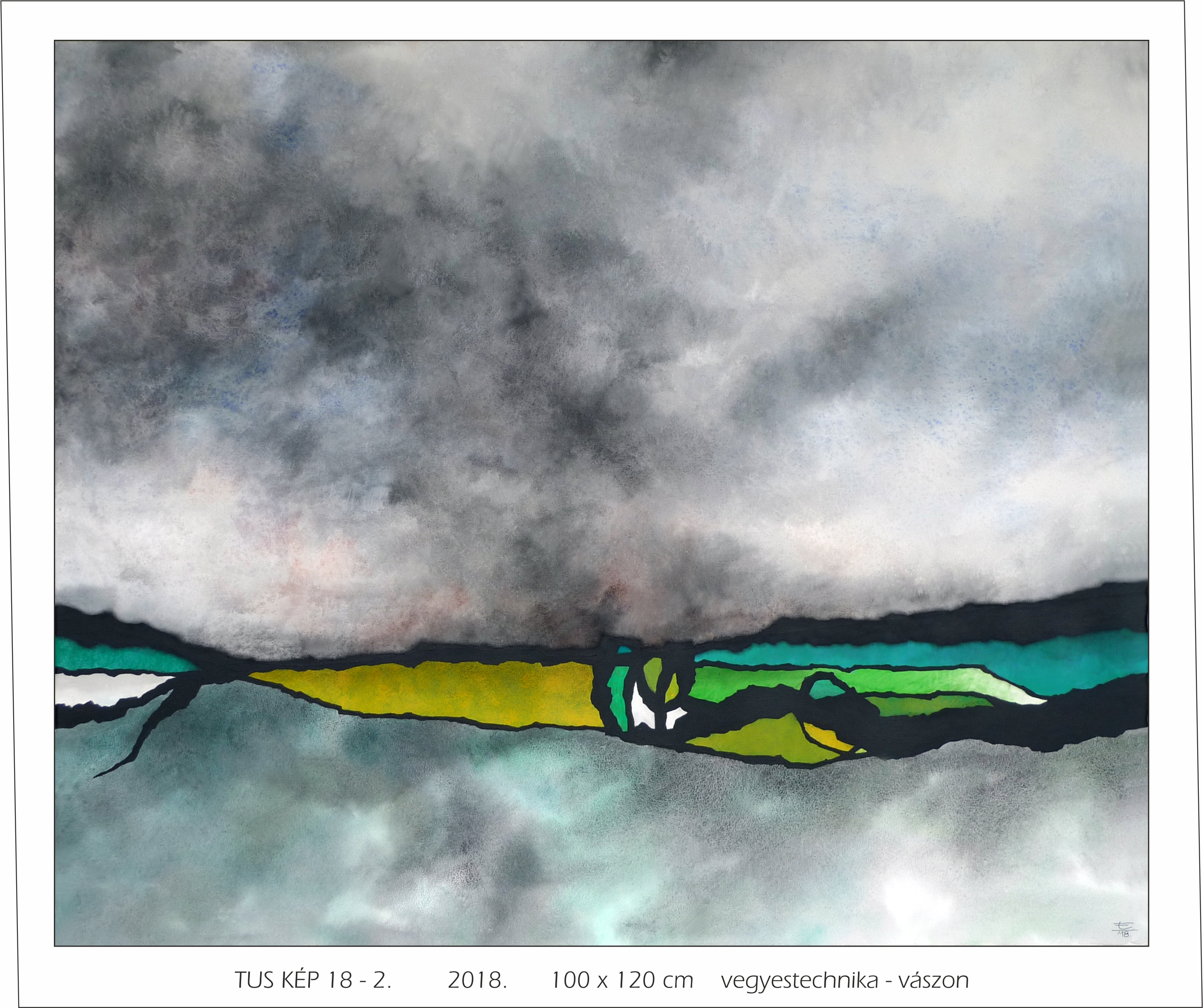

- Mozaik (1975, Szekszárd)
- Faszobor (1976, Biskupin)
- Címer és zászló (1978, Siklós)
- Festett relief (1981, Pécs)
- Faszobor (1983, Bad Wimpfen)
- Faszobor (1985, Eidsvoll)
- Falkép (1986, Pécs)